# Phosphogartrellit
Phosphogartrellit ist ein selten vorkommendes Mineral aus der Mineralklasse der „Phosphate, Arsenate und Vanadate“ mit der chemischen Zusammensetzung PbCuFe3+(PO4)2(OH)∙H2O und damit chemisch gesehen ein wasserhaltiges Blei-Kupfer-Eisen-Phosphat mit einem zusätzlichen Hydroxidion.
Phosphogartrellit kristallisiert im triklinen Kristallsystem und entwickelt winzige, parallel verwachsene, steil terminierte Kristalle bis zu maximal 50 μm Länge sowie daraus zusammengesetzte Aggregate bis zu 0,2 mm Größe.

## Etymologie und Geschichte
Bei der Bearbeitung von Sekundärmineralen aus einem silifizierten Barytgang bei Reichenbach im Odenwald wurde ein Mineral identifiziert, welches sich, obwohl ein Phosphat, als neuer Vertreter der Minerale der Tsumcoritgruppe erwies. Nach den notwendigen weiteren Untersuchungen durch ein Team von deutschen Mineralogen und Kristallographen um Werner Krause wurde das neue Mineral der International Mineralogical Association (IMA) vorgelegt, die es im Jahre 1996 als neues Mineral anerkannte. Bereits 1998 erfolgte die Publikation der Erstbeschreibung als Phosphogartrellit durch Werner Krause, Klaus Belendorff, Heinz-Jürgen Bernhardt und Klaus Petitjean im deutschen Wissenschaftsmagazin „Neues Jahrbuch für Mineralogie, Monatshefte“. Die Autoren benannten das Mineral nach dessen Phosphorgehalt und der kristallchemischen Verwandtschaft mit Gartrellit als Phosphogartrellit. Die seit 2021 ebenfalls von der IMA/CNMNC anerkannte Kurzbezeichnung (auch Mineral-Symbol) von Phosphogartrellit lautet „Pgtl“.
Die Typlokalität des Minerals ist laut Erstbeschreibung ein verkieselter Barytgang, ca. 200 m südlich der Hohensteinklippe bei Reichenbach, einem Ortsteil von Lautertal (Odenwald) im Odenwald, Hessen, Deutschland. Als genaue Typlokalität gilt allerdings der sogenannte „Fundpunkt 15.1“ südlich des Hohensteins bei Reichenbach.
Das Typmaterial für Phosphogartrellit (Holotyp) wird in der Sammlung des Institut für Mineralogie, Geologie und Geophysik der Ruhr-Universität Bochum in Bochum, Nordrhein-Westfalen, aufbewahrt.

## Klassifikation
Die aktuelle Klassifikation der International Mineralogical Association (IMA) zählt den Phosphogartrellit zur Tsumcoritgruppe mit der allgemeinen Formel Me(1)Me(2)2(XO4)2(OH,H2O)2, in der Me(1), Me(2) und X unterschiedliche Positionen in der Struktur der Minerale der Tsumcoritgruppe mit Me(1) = Pb2+, Ca2+, Na+, K+ und Bi3+; Me(2) = Fe3+, Mn3+, Cu2+, Zn2+, Co2+, Ni2+, Mg2+ und Al3+ und X = As5+, P5+, V5+ und S6+ repräsentieren. Zur Tsumcoritgruppe gehören neben Phosphogartrellit noch Cabalzarit, Cobaltlotharmeyerit, Cobalttsumcorit, Ferrilotharmeyerit, Gartrellit, Helmutwinklerit, Kaliochalcit, Krettnichit, Lotharmeyerit, Lukrahnit, Manganlotharmeyerit, Mawbyit, Mounanait, Natrochalcit, Nickellotharmeyerit, Nickelschneebergit, Nickeltsumcorit, Rappoldit, Schneebergit, Thometzekit, Tsumcorit, Yancowinnait und Zinkgartrellit.
Da der Phosphogartrellit erst 1996 als eigenständiges Mineral anerkannt wurde, ist er in der zuletzt 1977 überarbeiteten 8. Auflage der Mineralsystematik nach Strunz noch nicht verzeichnet.
In der zuletzt 2018 überarbeiteten Lapis-Systematik nach Stefan Weiß, die formal auf der alten Systematik von Karl Hugo Strunz in der 8. Auflage basiert, erhielt das Mineral die System- und Mineralnummer VII/C.31-080. Dies entspricht der Klasse der „Phosphate, Arsenate und Vanadate“ und dort der Abteilung „Wasserhaltige Phosphate, ohne fremde Anionen“, wo Phosphogartrellit zusammen mit Cabalzarit, Cobaltlotharmeyerit, Cobalttsumcorit, Ferrilotharmeyerit, Gartrellit, Helmutwinklerit, Krettnichit, Lotharmeyerit, Lukrahnit, Manganlotharmeyerit, Mawbyit, Mounanait, Nickellotharmeyerit, Nickelschneebergit, Nickeltsumcorit, Rappoldit, Schneebergit, Thometzekit, Tsumcorit, Yancowinnait und Zinkgartrellit eine unbenannte Gruppe/die „Gruppe“ mit der Systemnummer VII/C.31 bildet.
Die von der IMA zuletzt 2009 aktualisierte 9. Auflage der Strunz’schen Mineralsystematik ordnet den Phosphogartrellit ebenfalls in die Abteilung der „Phosphate usw. ohne zusätzliche Anionen; mit H2O“ ein. Diese ist allerdings weiter unterteilt nach der relativen Größe der beteiligten Kationen und dem Stoffmengenverhältnis von Phosphat-, Arsenat- bzw. Vanadat-Komplex zum Kristallwassergehalt. Das Mineral ist hier entsprechend seiner Zusammensetzung in der Unterabteilung „Mit großen und mittelgroßen Kationen; RO4 : H2O = 1 : 1“ zu finden, wo es zusammen mit Gartrellit, Helmutwinklerit, Lukrahnit, Rappoldit und Zinkgartrellit die „Helmutwinkleritgruppe“ mit der Systemnummer 8.CG.20 bildet.
In der vorwiegend im englischen Sprachraum gebräuchlichen Systematik der Minerale nach Dana hat MineralName die System- und Mineralnummer 42.02.05.01. Dies entspricht der Klasse der „Phosphate, Arsenate und Vanadate“ und dort der Abteilung „Wasserhaltige Phosphate etc., mit Hydroxyl oder Halogen“, wo das Mineral als einziges Mitglied in einer unbenannte Gruppe mit der Systemnummer 42.02.05 innerhalb der Unterabteilung „Wasserhaltige Phosphate etc., mit Hydroxyl oder Halogen mit (AB)3(XO4)Zq × x(H2O)“ zu finden ist.

## Chemismus
Zwölf Mikrosondenanalysen an Phosphogartrellit ergaben Mittelwerte von 39,02 % PbO; 0,20 % CaO; 14,14 % Fe2O3; 14,41 % CuO; 22,05 % P2O5; 4,58 % As2O5 sowie 4,83 % H2O (berechneter Gehalt). Aus ihnen errechnet sich auf der Basis von 10 Sauerstoffatomen die empirische Formel (Pb0,99Ca0,02)Σ=1,01Cu1,02Fe1,00[(PO4)1,75(AsO4)0,23]Σ=1,98[(OH)1,12(H2O)0,96]Σ=2,08, welche zu PbCuFe3+(PO4)2(OH)∙H2O idealisiert wurde. Diese erfordert Gehalte von 40,46 % PbO; 14,48 % Fe2O3; 14,42 % CuO; 25,74 % P2O5 sowie 4,90 % H2O.
Da das Cu:Fe3+-Verhältniss bei nahezu 1:1 liegt, sind formal gleiche Mengen von (OH) und (H2O) vorhanden. Gleichwohl können beide Moleküle auch in Klammern (OH,H2O) geschrieben werden, da beide auf ein und derselben kristallographischen Position sitzen, was allerdings die Schreibweise als H3O2-Gruppe erfordert. Obwohl durch Mikrosondenanalysen nicht verifiziert, ist es wahrscheinlich, dass die für Gartrellit gefundenen Mischkristallreihe auch für Phosphogartrellit gilt, dass also Kupfer zumindest Teile des Eisens substituiert und Zink sowohl Kupfer als auch Eisen substituiert. Deshalb muss eine allgemeine Formel für Phosphogartrellit Pb(Cu,Zn)(Fe,Cu,Zn)(PO4)2(OH,H2O)2 lauten. Neben der Mischkristallbildung auf der Me(2)-Position ist im Phosphogartrellit durch hohe Arsenatgehalte auch eine Mischkristallbildung auf der X-Position verwirklicht.
Phosphogartrellit stellt das phosphatdominante Analogon zum arsenatdominierten Gartrellit dar.

## Kristallstruktur
Phosphogartrellit kristallisiert im triklinen Kristallsystem in der Raumgruppe P1 (Raumgruppen-Nr. 2) mit den Gitterparametern a = 5,320 Å; b = 5,528 Å; c = 7,434 Å; α = 67,61°; β = 69,68° und γ = 70,65° sowie einer Formeleinheit pro Elementarzelle.
Phosphogartrellit ist isotyp (isostrukturell) zu Gartrellit. Infolgedessen ist die Kristallstruktur identisch mit der von Gartrellit und der der anderen triklinen Vertreter der Tsumcoritgruppe, wie sie von Herta Effenberger und Koautoren beschrieben worden ist. Sie besteht aus Koordinationspolyedern, die über gemeinsame Kanten zu Ketten parallel [010] verknüpft sind. PO4-Tetraeder mit gemeinsamen Ecken verbinden diese Ketten, wodurch parallel zur a-b-Fläche liegende Schichten entstehen. Die Schichten werden durch Wasserstoffbrückenbindungen und durch Pb[6+2]-Atome auf der Me(1)-Position verbunden. Die Me(2)-Position ist wie bei den anderen triklinen Vertretern der Tsumcoritgruppe in zwei unterschiedliche Positionen aufgespalten. Wie im Gartrellit oder im Zinkgartrellit wird die trikline Symmetrie des Phosphoartrellits durch die unterschiedlichen stereochemischen Erfordernisse von Eisen und Kupfer verursacht. Die Aufspaltung der Me(2)-Position in zwei Positionen, Me(2a) und Me(2b), ermöglicht die Annahme unterschiedlicher kristallchemischer Umgebungen: Das Koordinationspolyeder Me(2a)[4+2]O6 ist verzerrt, da die Cu2+-Atome infolge ihrer durch den Jahn-Teller-Effekt verursachten Elektronenkonfiguration die tetragonal-bipyramidale [4+2]-Koordination bevorzugen. Für das Koordinationspolyeder Me(2b)[6]O6 wird die oktaedrische Koordination, die durch die Fe3+-Atome favorisiert wird, hingegen beibehalten.

## Eigenschaften

### Morphologie
Phosphogartrellit entwickelt an der Typlokalität Aggregate bis zu 0,2 mm Durchmesser, die aus parallelverwachsenen, steil terminierten Einzelkristallen bis zu maximal 50 µm Länge bestehen.

### Physikalische und chemische Eigenschaften
Die Kristalle und Aggregate des Phosphogartrellits sind hellgrünlich, während ihre Strichfarbe immer hellgelb ist.
Die Oberflächen der durchscheinenden, nur in kleinen Fragmenten durchsichtigen Phosphogartrellite weisen einen glas- bis diamantartigen Glanz auf, was gut mit den sehr hohen Werten für die Lichtbrechung (nα = 1,900; nβ = 1,930; nγ = 2,000) und für die Doppelbrechung (δ = 0,100) des Phosphogartrellits übereinstimmt. Unter dem Mikroskop zeigt das Mineral im durchfallenden Licht keinen Pleochroismus.
Das Mineral besitzt keine sichtbare Spaltbarkeit. Angaben zu Tenazität und Bruch fehlen. Mit einer Mohshärte von 4,5 gehört Gartrellit zu den mittelharten Mineralen, steht damit zwischen den Referenzmineralen Fluorit (Härte 4) und Apatit (Härte 5) und lässt sich wie diese mehr (Fluorit) oder weniger (Apatit) leicht mit dem Taschenmesser ritzen. Die berechnete Dichte des Minerals liegt bei 5,05 g/cm³. Das Mineral zeigt weder im lang- noch im kurzwelligen UV-Licht eine Fluoreszenz.
Gartrellit ist in warmer verdünnter Salzsäure, HCl, vollständig und ohne Sprudeln löslich.

## Bildung und Fundorte
Phosphogartrellit ist ein typisches Sekundärmineral, welches sich durch Verwitterung primärer Erzminerale in der Oxidationszone von Erzlagerstätten bildet. An der Typlokalität, einem in kristallinen Schiefern sitzenden verkieselten Barytgang, hat er sich wahrscheinlich durch Zersetzung aus primären Erzmineralen wie Galenit, Chalkopyrit, Tennantit, Emplektit und/oder Wittichenit gebildet.
Parageneseminerale aus dem Originalfund sind gleichfalls arsenhaltiger, dunkelgrüner Hentschelit, Pyromorphit, türkisgrüner Malachit und Cuprit.
Als sehr seltene Mineralbildung konnte Phosphogartrellit bisher (Stand 2018) nur von vier separaten Fundstellen im gleichen Fundgebiet beschrieben werden. Als Typlokalität gilt der „Fundpunkt 15.1“, ein verkieselter Barytgang, ca. 200 m südlich der Hohensteinklippe bei Reichenbach, einem Ortsteil von Lautertal (Odenwald) im Odenwald, Hessen, Deutschland. Hierbei handelt es sich um von 1993 bis 1994 durch die Walther GmbH aus Gadernheim abgebaute Aufschlüsse und lose Gerölle im Vorbachtal südlich der Hohensteinklippe. Eine weitere Lokalität ist der unweit gelegene „Fundpunkt 14.0“ – ein abgeworfener und rekultivierter, 1962–1964 durch das Unternehmen DESTAG aus Reichenbach und 1996–1997 durch die Walther GmbH aus Gadernheim bearbeiteter Quarzsteinbruch westlich der Hohensteinklippe im gleichen verkieselten Barytgang wie der „Fundpunkt 15.1“. Ferner auch vom „Fundpunkt 20.0“ an der Katzensteinklippe bei Raidelbach unweit Lautertal (Odenwald). Auch hierbei handelt es sich um einen stillgelegten Steinbruch in einem verkieselten Barytgang, der von 1978 bis 1982 durch die Helmut Walter GmbH aus Gadernheim bearbeitet und bereits 1984–1985 rekultiviert wurde.
Schließlich auch von der Lokalität „Bergweg“ bei Gadernheim, Lautertal (Odenwald), ebenfalls im hessischen Odenwald.

## Verwendung
Aufgrund seiner Seltenheit ist Phosphogartrellit nur für den Mineralsammler von Interesse.